# WOH G64
WOH G64は、大マゼラン雲に存在する赤色極超巨星。直径は太陽の約1540～1730倍あるといわれ、現在知られている恒星の中では特に大きいものの一つと考えられている。